# 谷津沢川
谷津沢川（やつざわがわ）は、静岡県静岡市清水区を流れる巴川水系の準用河川。 
大沢川左岸に合流する最大の支流である。 

## 地理
清水区馬走の有度山トンネル付近に源を発し、茶畑の中をほぼ真北へ向かって流下する。
上流域では馬走堤、中流域では有東坂堤・上原堤の水源となり、貴重な農業用水を供給していた。
1886年（明治19年）頃の東海道本線施設の際、現在の静岡鉄道狐ヶ崎駅付近の丘陵地に切り通し工事が行われ、谷津沢川が線路の上をまたぐ水路橋がかけられた。橋はその後、1934年（昭和9年）、1989年（平成元年）の二度にわたり架替えられたが、合わせて橋の手前の流路も直線化・拡幅し、災害対策が施されてきた。
水路橋を過ぎると、川は北脇・恵比寿町を直線的な流路で北東に向かい、静岡市立清水第八中学校北側を回り込んで大沢川に合流する。かつては北脇88番地付近にも溜池（北脇堤）が存在したが、現在は住宅街となっている。

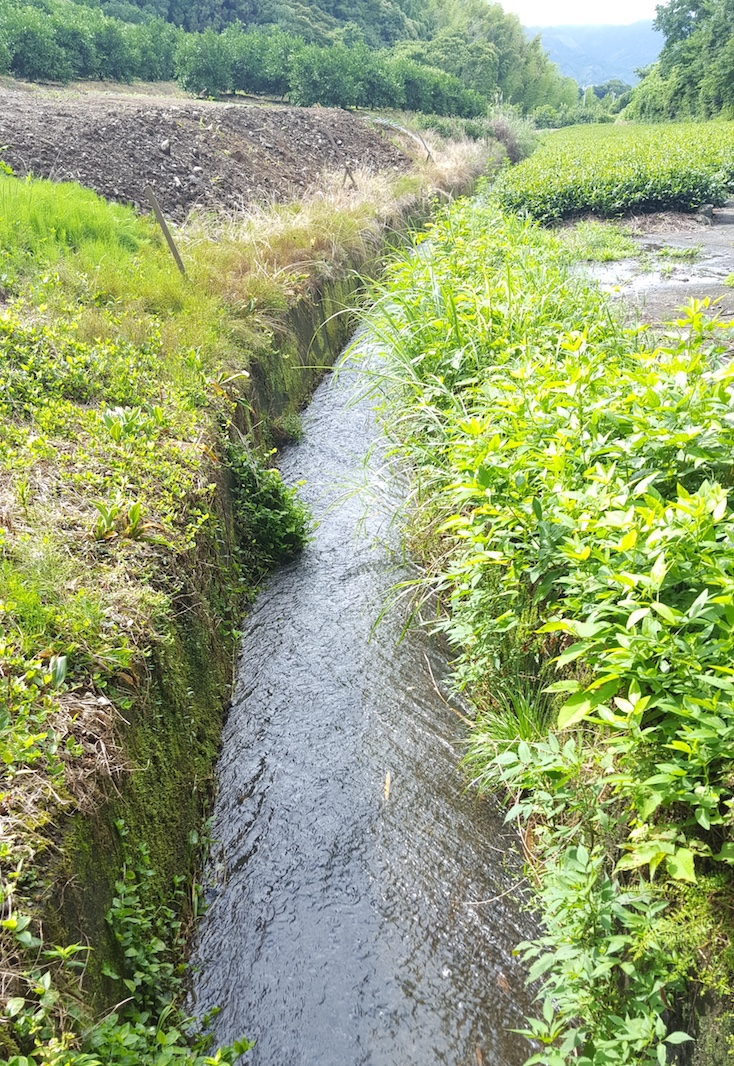
谷津沢川上流（清水区馬走）
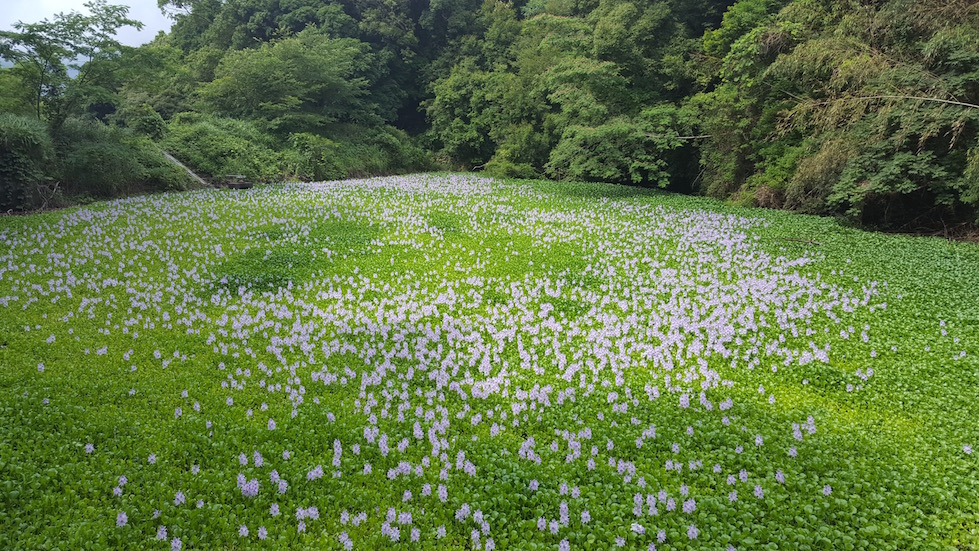
馬走堤（清水区馬走）
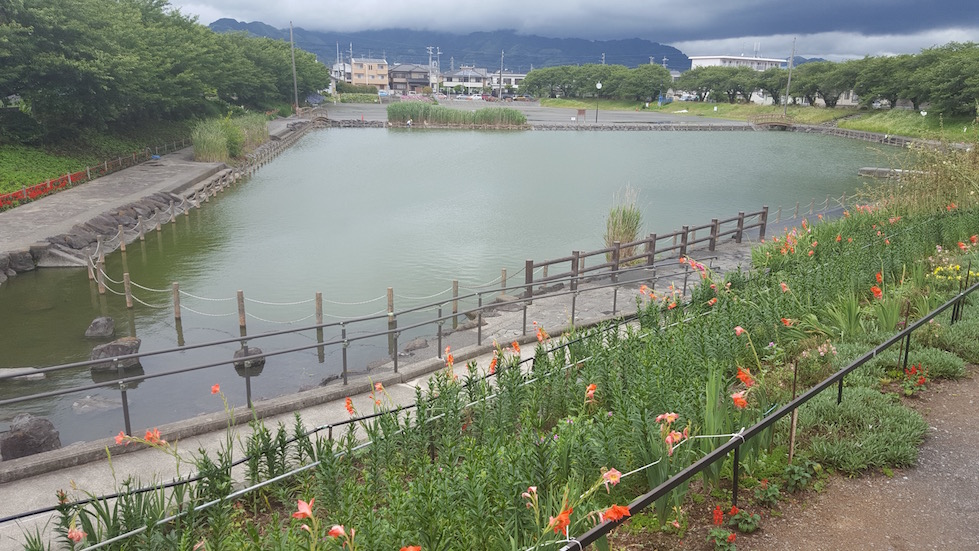
有東坂堤（清水区有東坂）
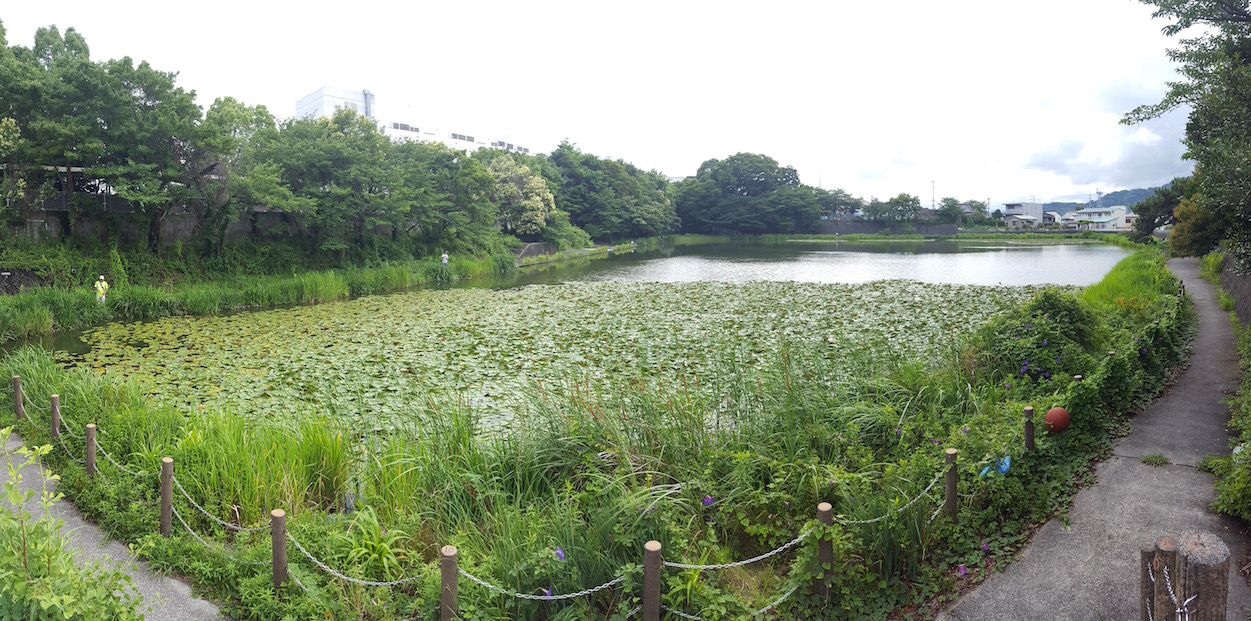
上原堤（清水区上原）
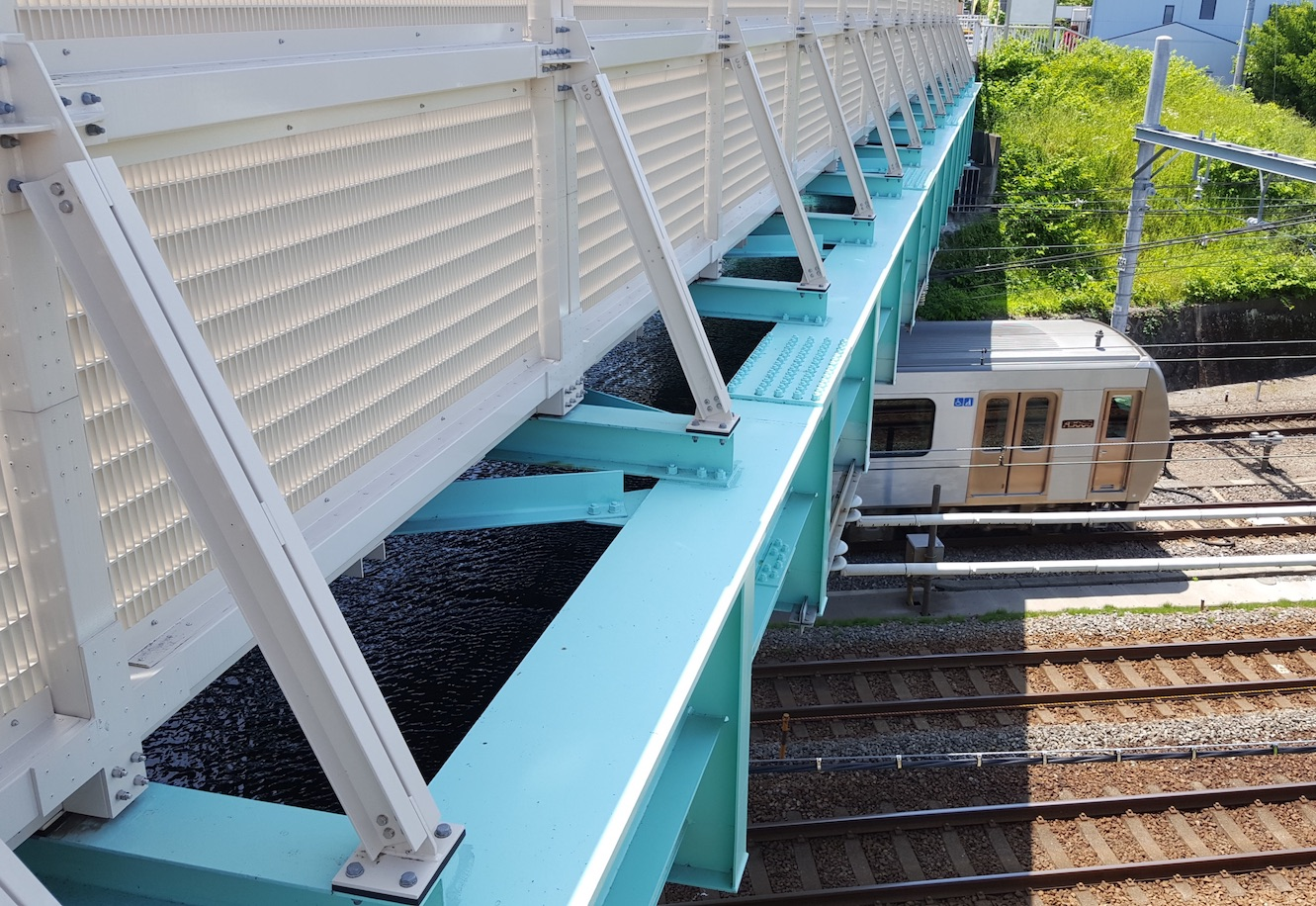
谷津沢川水路橋（清水区上原）
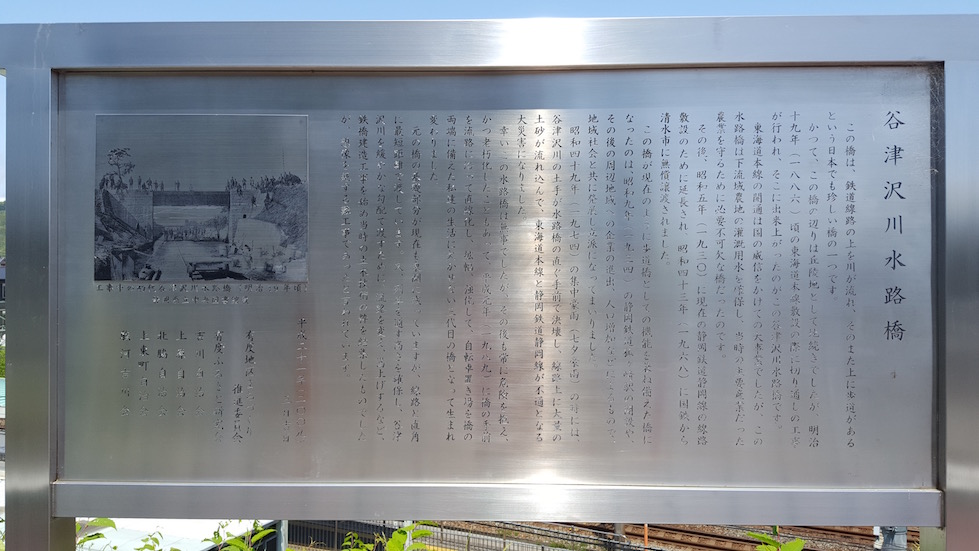
谷津沢川水路橋案内板（清水区上原）
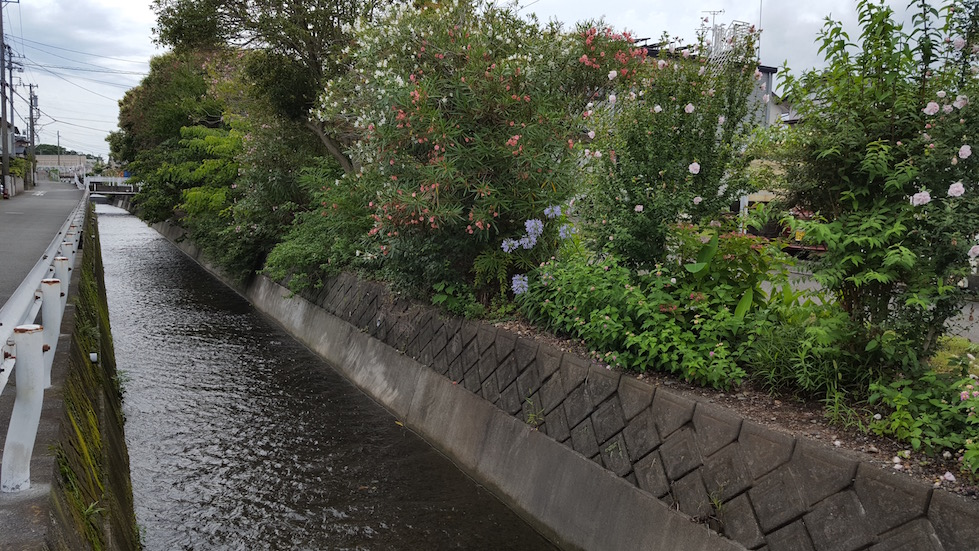
谷津沢川下流（清水区北脇）